# La mano rossa
La mano rossa (The Fourth Plague) è un romanzo giallo del 1913 di Edgar Wallace. In Italia è apparso anche con i titoli La quarta calamità, Il quarto flagello e La peste su Londra.

## Trama
L'inflessibile giudice sir Ralph Morte-Mannery condanna ad una dura pena detentiva un uomo che tutti ritengono innocente. Per il giudice, sua moglie Vera e sua nipote Marjorie è solo l'inizio delle disavventure: sir Ralph è infatti anche un collezionista di medaglioni rari, su uno dei quali ha messo gli occhi l'organizzazione mafiosa nota come "La mano rossa", che ritiene al suo interno si trovino le indicazioni con cui fabbricare una potente arma batteriologica e ricattare così il governo inglese minacciando di scatenarla su Londra.
Per fortuna sulle tracce di questa associazione criminale si trova l'astuto criminologo italiano Antonio Tillizzini, che si propone di fermarli esclusivamente con le armi della scientificità e della determinazione.

## Personaggi principali
- Sir Ralph Morte-Mannery, giudice.
- Vera Morte-Mannery, sua moglie.
- Marjorie Meagh, sua nipote.
- Frank Gallinford, spasimante di Marjorie e ingegnere.
- Antonio Tillizzioni, criminologo italiano.
- Conte Festini, personaggio enigmatico.
- Ispettore Crock, di Scotland Yard.

## Edizioni italiane
- Il quarto flagello, I Romanzi Gialli, 1933; Edizioni S.A.C.S.E. 1937.
- La mano rossa, Editrice Bietti, 1935.
- La peste su Londra, editore sconosciuto, 1936, 91 pp.
- La mano rossa, Il giallo economico classico, Newton Compton Editori, 1996, 98 pp.
- La mano rossa, traduzione di Luca Merlini, Passigli Editori, 2009, 211 pp.
- La mano rossa, Giallo classico, Edizioni Crescere, 2014, 192 pp.